# Italo Corradino
Italo Corradino (Casalino, 19 novembre 1931 – Merano, 15 gennaio 2024) è stato un calciatore italiano, di ruolo attaccante.

## Caratteristiche tecniche
Giocava come ala sinistra.

## Carriera
Dal 1948 al 1950 ha giocato in Prima Divisione con il Borgosesia, dal 1950 al 1952 ha invece fatto parte della rosa del Novara, società di Serie A, con cui non è mai sceso in campo in partite ufficiali.
Nella stagione 1952-1953 ha esordito in Serie B con il Siracusa, segnando 6 gol in 24 presenze. L'anno seguente è rimasto nuovamente al Novara, senza mai giocare; nella stagione 1954-1955 ha segnato 5 gol in 18 presenze in Serie C nel Bolzano, con cui nella stagione 1955-1956 ha vinto il campionato di IV Serie, nel quale ha disputato 31 partite.
Nella stagione 1956-1957 ha segnato 9 gol in 31 presenze in Serie C con la maglia del Prato, contribuendo alla promozione in Serie B della squadra toscana; nella stagione 1957-1958 ha invece giocato 14 partite in Serie B, senza marcature; l'anno seguente ha invece messo a segno 2 reti in 29 presenze nella serie cadetta, ed è stato riconfermato nella rosa della squadra toscana anche nella stagione successiva, disputata nel campionato di Serie C; in questa stagione Corradino ha segnato un gol in 11 presenze, contribuendo così ad una nuova promozione in Serie B del Prato, che non l'ha più riconfermato in squadra. In carriera ha giocato complessivamente 85 partite con il Prato, nelle quali ha segnato 12 gol. Successivamente, nella stagione 1961-1962 ha giocato 20 partite in Serie D nel Merano.
Ha giocato un totale di 67 partite in Serie B, nelle quali ha messo a segno 8 gol.

## Palmarès

### Club

#### Competizioni nazionali
- Serie C: 2

Prato: 1956-1957, 1959-1960
- IV Serie: 1

Bolzano: 1955-1956

#### Competizioni regionali
- Prima Divisione: 1

Borgosesia: 1949-1950